# Agononida indocerta
Agononida indocerta is een tienpotigensoort uit de familie van de Munididae. De wetenschappelijke naam van de soort is voor het eerst geldig gepubliceerd in 2012 door Poore & Andreakis.